# Chrystianizacja Polski

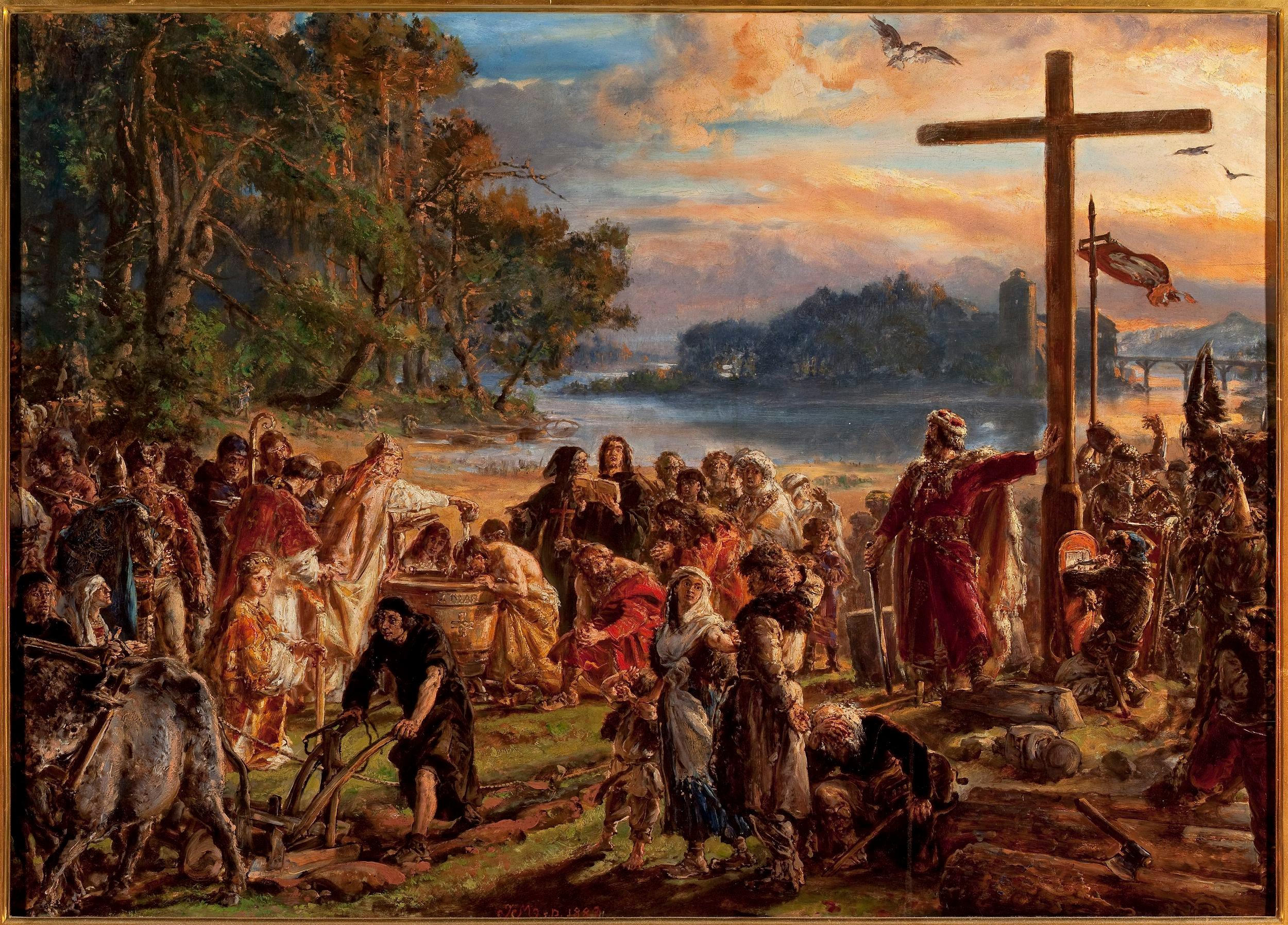
Jan Matejko, Zaprowadzenie chrześcijaństwa, 1889

Chrystianizacja Polski – proces chrystianizacji ziem polskich. Tradycyjnie za wydarzenie, które zapoczątkowało ów proces, uważa się przyjęcie chrześcijaństwa przez księcia Polan Mieszka I, określany jako chrzest Polski, jednak sama religia chrześcijańska prawdopodobnie już wcześniej pojawiła się na terenach monarchii wczesnopiastowskiej w postaci tzw. obrządku słowiańskiego.

## Sytuacja przed chrztem Mieszka I

### Wierzenia Polan
Treść tej sekcji od 2021-12 może nie być zgodna z zasadami neutralnego punktu widzenia.
Dokładniejsze informacje o tym, co należy poprawić, być może znajdują się w dyskusji tej sekcji.
 Po wyeliminowaniu niedoskonałości należy usunąć szablon [[Szablon:Dopracować|]] z tej sekcji.
Jak wykazały badania Henryka Łowmiańskiego, nie zachowały się żadne źródła z X wieku, które informowałyby o rodzimej wierze Polan. Informacje dotyczące innych Słowian, pochodzące przeważnie z czasów późniejszych, nie są wiarygodne. Dotyczą bowiem zazwyczaj okresu, kiedy wierzenia słowiańskie, wskutek wpływów chrześcijańskich, przybierały nową formę.
Z przekazów dotyczących chrystianizacji można jednak wnioskować, że Polanie nie czcili antropomorficznych bogów, nie budowali bowiem świątyń, które trzeba było burzyć. Z przekazów XI-wiecznych i późniejszych Łowmiański dowodził, że wierzenia Polan można określić jako polidoksję. Otaczali kultem naturę – ciała niebieskie, zjawiska atmosferyczne, drzewa, góry, zbiorniki wodne itp. Obok natury czcili również duchy przodków. Elementem tych wierzeń była magia i demonologia. Łowmiański nie wykluczał, że w połowie X wieku pojawiły się wśród Polan pewne elementy politeizmu (najprawdopodobniej w formie prototeizmu), jednakże były one odpowiedzią na pierwsze kontakty z chrześcijaństwem. Wśród obrzędów, których ślady można odnaleźć w źródłach późniejszych, wymienił Łowmiański zabijanie zwierząt ofiarnych na cześć sił natury lub przodków (pod drzewami, u źródeł lub na wzniesieniach), grzebanie zmarłych w lasach i na polach otoczonych kultem, ceremonie urządzane na rozstajach dróg dla uspokojenia dusz zmarłych, procedury magiczne i wróżebne (rzucanie losów, używanie amuletów itp.).
Ostatnie średniowieczne wzmianki o pozostałościach rdzennej religii pochodzą z XIV i XV wieku. W ówczesnych statutach kościelnych zanotowano, że wśród wiernych znajdują się tacy, którzy zamiast Boga czczą demony, ptaki, drzewa i inne stworzenia. Największe zaniepokojenie autorów tych statutów wywoływały objawy magii pogańskiej – wymieniono między innymi „czarownice”, które wręczały amulety i przepowiadały przyszłość z ognia, wody lub lotu ptaków.

### Domniemany obrządek słowiański
Na podstawie przekazu Żywota świętego Metodego, niektórych badań archeologicznych oraz domniemanej przynależności części ziem Polski południowej do państwa wielkomorawskiego w IX wieku niektórzy uczeni próbowali stworzyć teorię o wcześniejszej chrystianizacji tego obszaru i funkcjonowaniu tam tzw. obrządku słowiańskiego (greckiego bądź rzymskiego). Teza ta cieszyła się poparciem historiografii prawosławnej.
Badania Łowmiańskiego i Labudy wykazały, że tzw. państwo wielkomorawskie nie miało tak rozległych granic, jak wcześniej przyjmowano (m.in. nie obejmowało ono Śląska i Małopolski), a teorii obrządku słowiańskiego na ziemiach Polski południowej brakuje wiarygodnych podstaw źródłowych – tak pisanych, jak i archeologicznych. Kościelną historię Małopolski i Śląska otwiera dopiero włączenie tych obszarów do Czech w połowie X wieku. Większość współczesnych uczonych uważa hipotezę tzw. obrządku słowiańskiego za mit historiograficzny – nośny i mający tendencję do częstej regeneracji, zwłaszcza w pracach popularnonaukowych. Misja Cyryla i Metodego nie miała bowiem wpływu na kształtowanie się stosunków wyznaniowych na ziemiach polskich oraz na początki państwa, Kościoła i chrześcijaństwa.

## Misja chrześcijańska
Jedna z podstawowych kontrowersji dotyczyła w literaturze historycznej kwestii, czy chrześcijaństwo przyszło do Polski z Czech, czy też z Niemiec. Władysław Abraham wskazał w 1890 roku na Niemcy i tamtejszy Kościół jako czynniki zdolne do przeprowadzenia szeroko zaplanowanej akcji misyjnej. Jego zdaniem misję polską zorganizował klasztor w Fuldzie. Jednak zarówno w okresie międzywojennym, jak i po II wojnie światowej, większość badaczy wyraźnie akcentowała, wbrew stanowisku Abrahama, że Mieszko sięgnął do Czech, aby nie łączyć się z Kościołem w Niemczech. W okresie PRL władze państwowe i kościelne popierały tezę, że chrzest przyjęto z Czech, aby politycznie nie uzależniać się od Niemiec. Ten właśnie motyw, przydawany Mieszkowi, stał się jednym z najgłębiej zakorzenionych twierdzeń w polskiej kulturze, historiografii naukowej oraz pracach popularyzatorskich i podręcznikach szkolnych.
Jak wykazały badania Łowmiańskiego i Labudy, Czechy nie były zdolne w X wieku do przeprowadzenia szerszej akcji misyjnej, gdyż Kościół czeski znajdował się dopiero we wczesnej fazie organizacji. Z Czech nie mógł do Polski przybyć żaden biskup, gdyż pierwsze biskupstwa powstały tam dopiero około 973/974 roku. Niewielka grupa duchownych czeskich, przybyłych z Dobrawą zapewne obsługiwała księżną, ale nie była przygotowana do misji na tak dużą skalę, jak chrzest władcy, jego otoczenia, a w perspektywie całej ludności. Gerard Labuda dowodził, że większość przybyłych do Wielkopolski duchownych była Niemcami, najprawdopodobniej misjonarzami z Bawarii, którzy działali za zgodą i z poparciem cesarza Ottona I. Teza ta jest współcześnie uważana za najbardziej prawdopodobną.
Według Gerarda Labudy: Za pośrednictwem czeskim uzyskał Mieszko sukkurs z klasztorów i kościołów południowo-niemieckich. Niezależnie od tego na północ daleką spieszyli też wysłannicy papiescy z Włoch i Lombardii. Z klasztorów niemieckich w grę wchodzą tu przede wszystkim te same, które przedtem działały w Czechach, a więc Ratyzbona, następnie Fulda, a może też inne klasztory bawarskie, jak Nieder Altaich i Tegernsee. Zakonnicy tamtejsi i duchowieństwo, stykając się codziennie z żywiołem słowiańskim, zamieszkującym wówczas jeszcze dość gęsto południowe Niemcy, znali prawdopodobnie niezgorzej języki słowiańskie.

## Chrzest Mieszka I

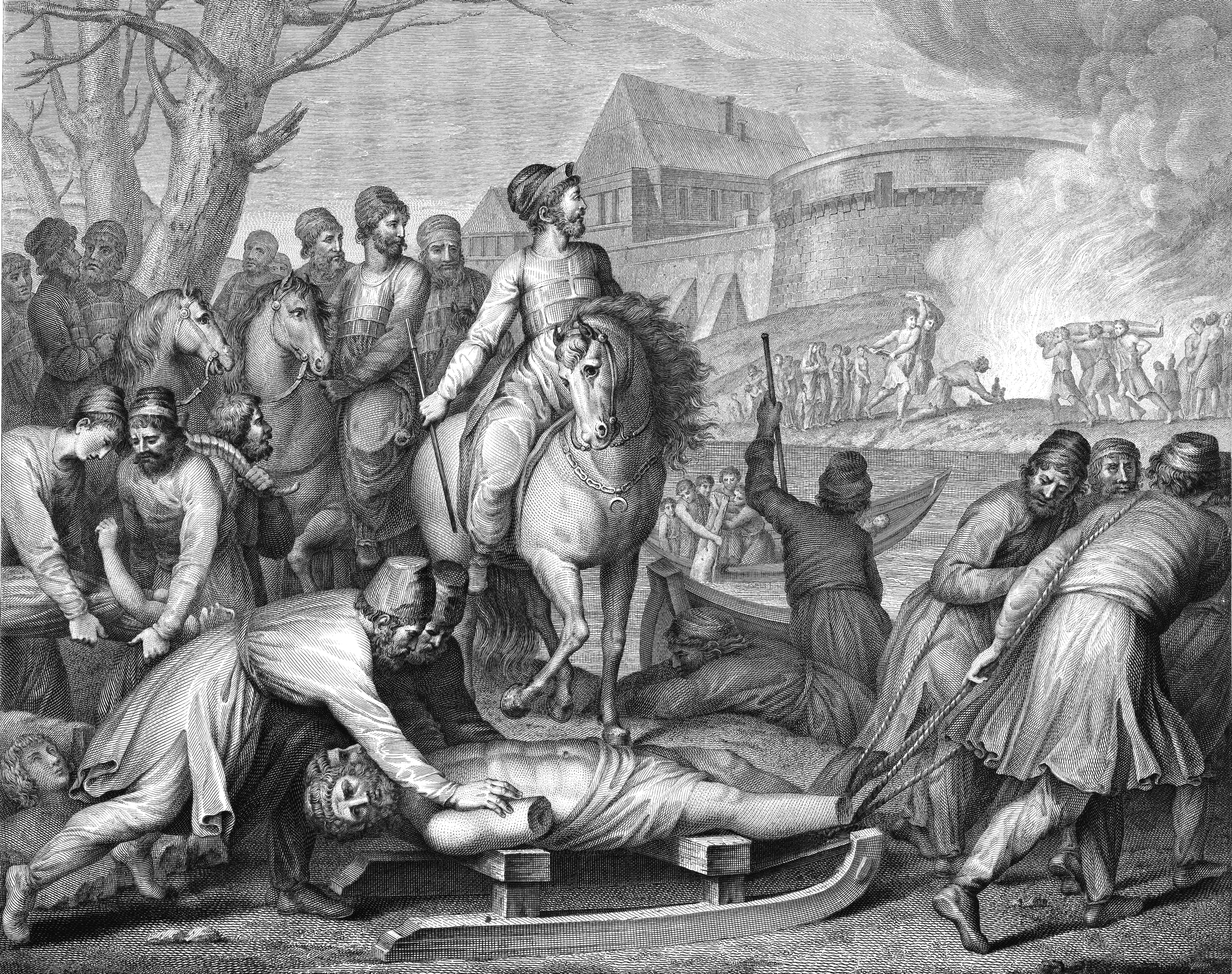
Jan Kazimierz Wilczyński, Mieszko kruszy bałwany pogańskie (1835), Album Wileńskie

W historiografii kościelnej i państwowej najczęściej przyjmuje się, że Mieszko przyjął chrzest w 966 roku, jednak data nie jest pewna. Trudności sprawia również ustalenie miejsca, w którym miał miejsce – według Długosza było to Gniezno, z kolei Kronika polsko-śląska z XIV wieku wskazuje Poznań. Badania archeologiczne ujawniły, że zarówno w Gnieźnie, w Poznaniu, a także na sąsiednim Ostrowie Lednickim znajdują się duże zespoły osadnicze i sakralne, a w dwóch przypadkach także domniemane obiekty chrzcielne (misę i basen). Brak wiarygodnych źródeł pisanych sprawia jednak, że nie sposób dokonać rozstrzygnięcia, czy i która z tych lokalizacji była faktycznym miejscem chrztu polańskiego księcia.
Chrzest Mieszka I nie był jedynie wydarzeniem religijnym, włączył bowiem rodzące się państwo polskie w krąg polityczno-kulturowy Europy łacińskiej. Wraz z przybyciem pierwszych misjonarzy rozpoczął się proces przejmowania zachodnich wzorców politycznych i kulturowych – struktury politycznej i administracyjnej państwa, systemu prawnego, obyczajów, pisma, łaciny jako języka urzędowego itp. Proces ten trwał wiele lat, a w konsekwencji doprowadził do przystosowania Polski do modeli i wzorców zachodnich.

## Proces chrystianizacji
Po chrzcie Mieszka i przybyciu pierwszych misjonarzy doszło na terenach państwa Polan do konfrontacji dwóch systemów religijnych. Wspólna obu systemom była wiara w istnienie świata nadprzyrodzonego i możliwość utrzymywania z tym światem użytecznych stosunków. Różnice są najczęściej przez badaczy interpretowane jako opozycja między religią grupową a religią uniwersalną lub też między polidoksją a monoteizmem.
O pierwszych latach działalności misjonarzy wiadomo niewiele. Biskup Jordan przybył do państwa Polan w 968 roku. Wcześniej działali zapewne inni duchowni, ale nic konkretnego o nich nie wiadomo. Uważa się, że między chrztem księcia a przybyciem biskupa ochrzczono najbliższe otoczenie władcy, drużynę i częściowo przedstawicieli monarchy w terenie. Przybycie Jordana dało początek szerszej akcji misyjnej pod egidą władcy, którego pomoc materialna i organizacyjna była konieczna, gwarantowała bowiem skuteczność misji oraz szybkość jej działania. Bez pomocy Mieszka oraz aparatu państwowego misja miałaby niewielkie szanse powodzenia. Thietmar stwierdził o Polanach stereotypowo, że Jordan ciężką miał z nimi pracę, zanim, niezmordowany w wysiłkach, nakłonił ich słowem i czynem do uprawiania winnicy Pańskiej.

### Chrystianizacja Pomorza Zachodniego
Pierwszą próbę chrystianizacji Pomorza Zachodniego i równocześnie podporządkowania tego terytorium nowo powstałemu państwu polskiemu podjął Mieszko I. W roku 967 odniósł on zwycięstwo nad Wolinianami. W czerwcu 972 roku, wojska polskie dowodzone przez księcia Mieszka I odniosły sukces w bitwie pod Cedynią nad rzeką Odrą, pokonując wojska margrabiego Hodona. Ta bitwa pod Cedynią jest pierwszym zwycięstwem polskiego oręża nad Niemcami, jakie znajduje potwierdzenie w źródłach historycznych. To zwycięstwo umocniło władzę Mieszka I nad całym obszarem Pomorza Zachodniego, włączając Wolin i Kołobrzeg. Działalność dyplomatyczna Mieszka I sięgała dalej, docierając aż do Skandynawii. Jego córka, Świętosława, wyszła za króla Eryka, a po jego śmierci po raz kolejny wyszła za mąż, tym razem za króla Danii, Norwegii i Anglii.
W roku 1000, Bolesław Chrobry, za zgodą papieża i cesarza Ottona III, ustanowił w Kołobrzegu jedno z trzech biskupstw. W tym samym okresie Wolin było znaczącym miastem, z populacją liczącą około 10 tysięcy mieszkańców, co było imponujące jak na tamte czasy. Rozwijał się handel w regionie Morza Bałtyckiego. W początkach XI wieku Wolinianie i Pomorzanie Zachodni odzyskali niepodległość i oparli się próbom chrystianizacji.
W XI wieku Polacy stawiali czoła atakom Duńczyków, którzy zakłócali handel morski. Z drugiej strony, Pomorzanie coraz częściej najeżdżali obszary Polski, takie jak Wielkopolska i Mazowsze. W roku 1102, polski książę Bolesław Krzywousty rozpoczął konflikt z Pomorzanami. Trzy lata później, w 1105 roku [sic!], po zdobyciu Nakła, jak opisuje Gall Anonim, wojska Krzywoustego opanowały Kołobrzeg po oblężeniu.
W następnej kampanii, w roku 1121, polskie wojska zdobyły Szczecin. Pierwszy wzmiankowany w zachowanych źródłach władca Pomorza, Warcisław I, zawarł umowę z księciem Bolesławem, zobowiązując się do przyjęcia chrztu, płacenia corocznych trybutów i udzielania Polsce wsparcia militarnego. W 1124 roku rozpoczęła się pierwsza misja biskupa bamberskiego Ottona na Pomorzu Zachodnim, zorganizowana przez Bolesława Krzywoustego. Wprowadzenie chrześcijaństwa na tym obszarze było możliwe dzięki znaczącemu wsparciu Krzywoustego, który przekonał swojego przyjaciela, biskupa Ottona, do misji ewangelizacyjnej, dostarczając mu także materiały oraz wsparcie finansowe i wojskowe.